# Akureyri
Akureyri ([ˈaːkʏrˌeiːrɪ]ⓘ) es una ciudad de Islandia, situada en el litoral de la región de Norðurland Eystra. Es el cuarto centro urbano del país, tras Reikiavik, Hafnarfjörður y Kópavogur. 
Está situada en el lado oeste del fiordo Eyjafjörður, justo en su base, y a orillas del río Glerá. Está rodeada de montañas, de las cuales las mayores son Súlur con 1.213 m s. n. m., y Hlíðarfjall con 1.116 m s. n. m.
A pesar de situarse en el norte de Islandia, muy cerca del círculo polar ártico, posee un clima oceánico relativamente más templado que el del resto del país y a su zona geográfica correspondiente. Esto se debe a su situación en un fiordo protegido. Su puerto de aguas libres, que no se congelan, ha desempeñado un significativo papel en la historia del país. Cuenta con el principal aeropuerto de la región.

## Historia

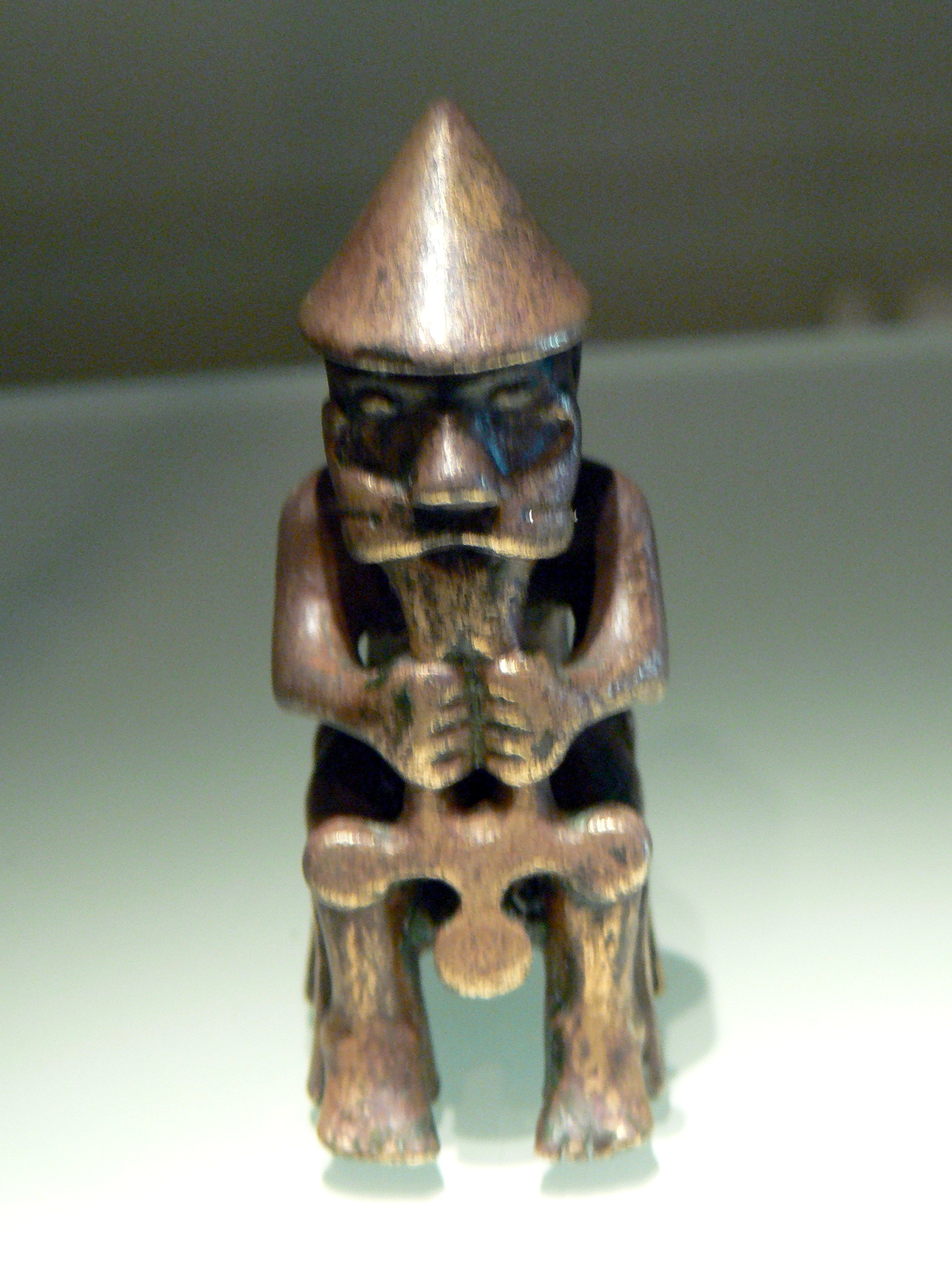
Estatuilla de Thor de Eyrarland, encontrada cerca de Akureyri (Museo Nacional de Islandia, Reikiavik).

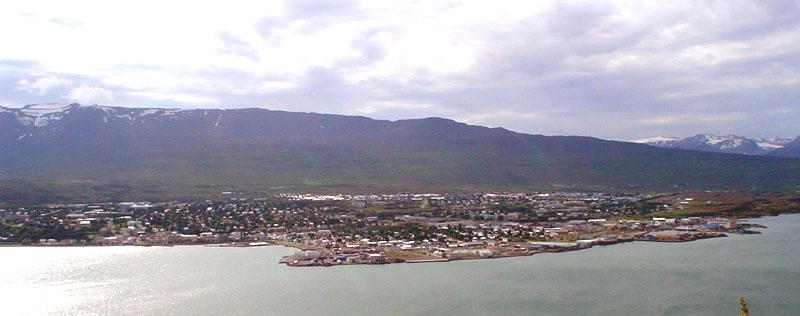
Vista panorámica de Akureyri.

Establecida en 1602 como punto de comercio con Dinamarca, no obtuvo el estatuto de ciudad hasta 1786. Sin embargo, el área de la ciudad fue un asentamiento vikingo desde mucho antes. Uno de los vestigios más importantes de la era vikinga en el lugar es una pequeña escultura de bronce del dios nórdico Thor, comúnmente llamada Estatua de Eyrarland.
Fue ya en el siglo XIX cuando la ciudad experimentó un gran desarrollo, en gran parte por el fin de las restricciones monopolistas impuestas por la corona. Poco después de 1840 se convirtió en un importante centro industrial, dividiéndose en dos zonas bien diferencias: los comerciantes residían en la zona sur de Akureyri, mientras que las clases trabajadoras lo hacían en la zona norte.
En 1900 la ciudad sufrió nuevos cambios con la creación de la compañía Kaupfélag Eyfirðinga og Akureyrar. En 1928 se inauguró el aeropuerto de la localidad.
Hoy en día, y a pesar de seguir dedicándose al sector industrial, la ciudad ha apostado por la implantación de sectores dedicados a las nuevas tecnologías, así como por promover el turismo.
Hrísey se fusionó con Akureyri en 2004, pero en las elecciones de octubre de 2005, se rechazó una propuesta para fusionar todos los municipios de Eyjafjörður en Akureyri. Grímsey se fusionó en 2009.
Es digno de visitar el jardín botánico Lystigardur Akureyrar. Entre los principales monumentos de la ciudad destaca la iglesia de Akureyri (Akureyrarkirkja) que es el principal templo de la ciudad, y pertenece a la Iglesia Nacional de Islandia, de rito luterano evangélico.

## Demografía
| Gráfica de evolución de Akureyri entre 1786 y 2021 |
|                                                    |

Akureyri tiene una población de 18.869 habitantes según el censo de 8 de diciembre de 2015. La población en 1910 era de 2.239 habitantes, aumentando a 7.711 en 1950 y a 16.756 en 2005. El 20% de la población activa está empleada en las industrias de servicios. 
El 1 de noviembre de 2015 la población de la zona con código postal 600 (que es el de Akureyri) era de 9689 personas. El 1 de diciembre de 2015 la población de la zona con código postal 601 (Akureyri) fue 2.413 habitantes. 
El 30 de noviembre de 2015 la población de la zona con código postal 603 (también de Akureyri) fue 7375 personas. El Código Postal 602 se utiliza para las cajas de la oficina de correos y no está asociado con un área geográfica específica. Había 8.641 varones y 8.779 mujeres en Akureyri el 9 de diciembre de 2015. La mortalidad ese año fue de 44 hombres y 69 mujeres. En 2008 se produjo una emigración de 1.098 personas, pero a la vez también hubo una inmigración de 1.176. El resultado estadístico fue de una migración neta de 78 personas.

## Geografía
Akureyri está situado cerca del límite con el círculo polar ártico y se coloca en el lado oeste del extremo interior de fiordo Eyjafjörður, en el este de la península de Tröllaskagi. 
Está rodeado de montañas, el ser más alto Kista (1.447 metros) y otro pico de 1.538 metros a la cabeza de Glerádalur. Hay una estrecha franja costera de terreno llano; el interior se encuentra una colina empinada, pero baja. 
En épocas anteriores a pocas lenguas de tierra (islandés: Eyri, así Akur-Eyri) sobresalía de la costa estrecho, pero una gran cantidad de tierra ya se ha ganado al mar por lo que hoy en día la línea de costa es más uniforme a excepción de la más grande, Oddeyri, que fue formado por el río Glera que atraviesa la ciudad. Se cree que el nombre de la ciudad se deriva posiblemente del nombre de un campo que puede haber sido situado cerca de algunos de los lugares protegidos por el río. 

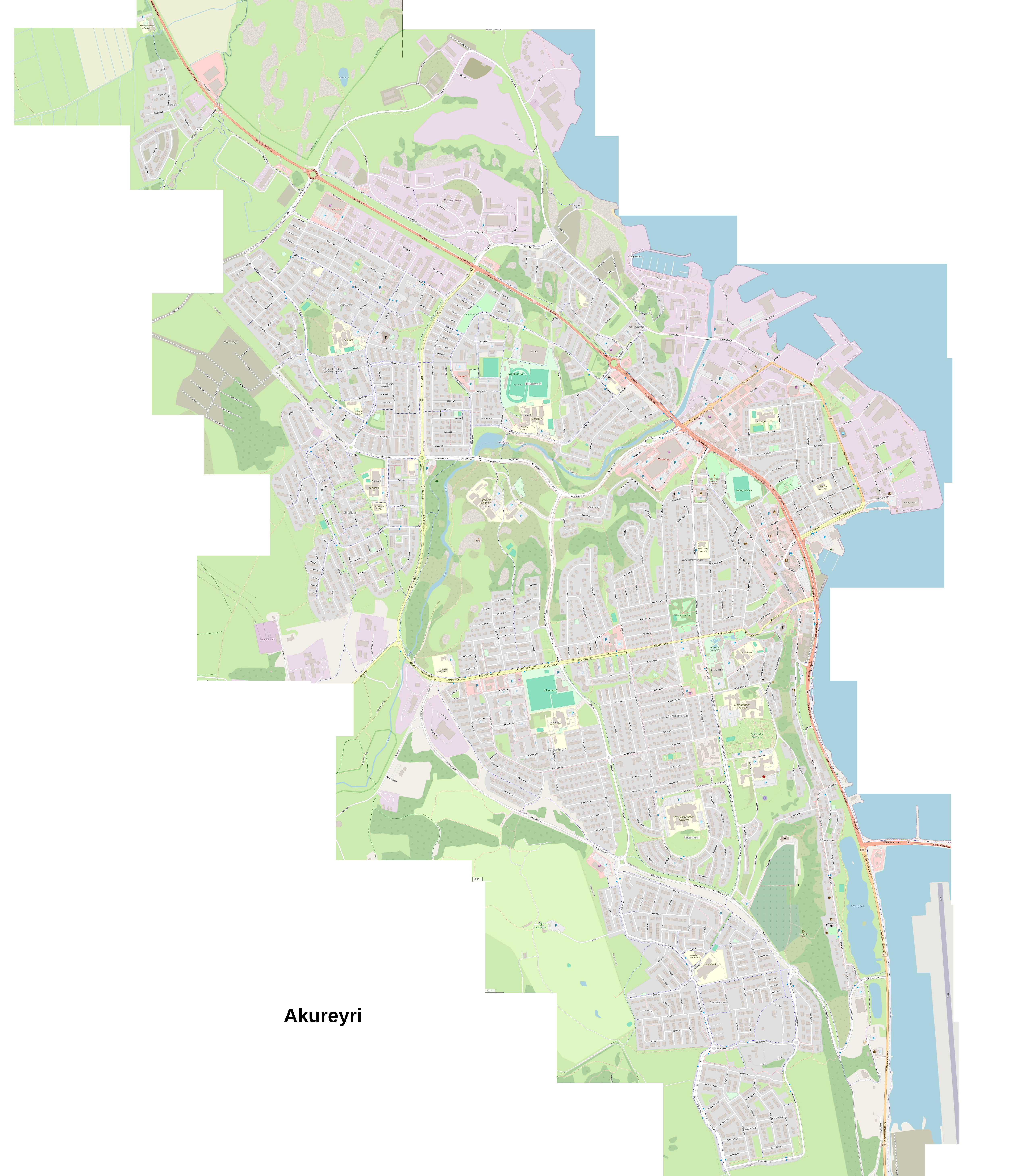
Mapa de Akureyri.

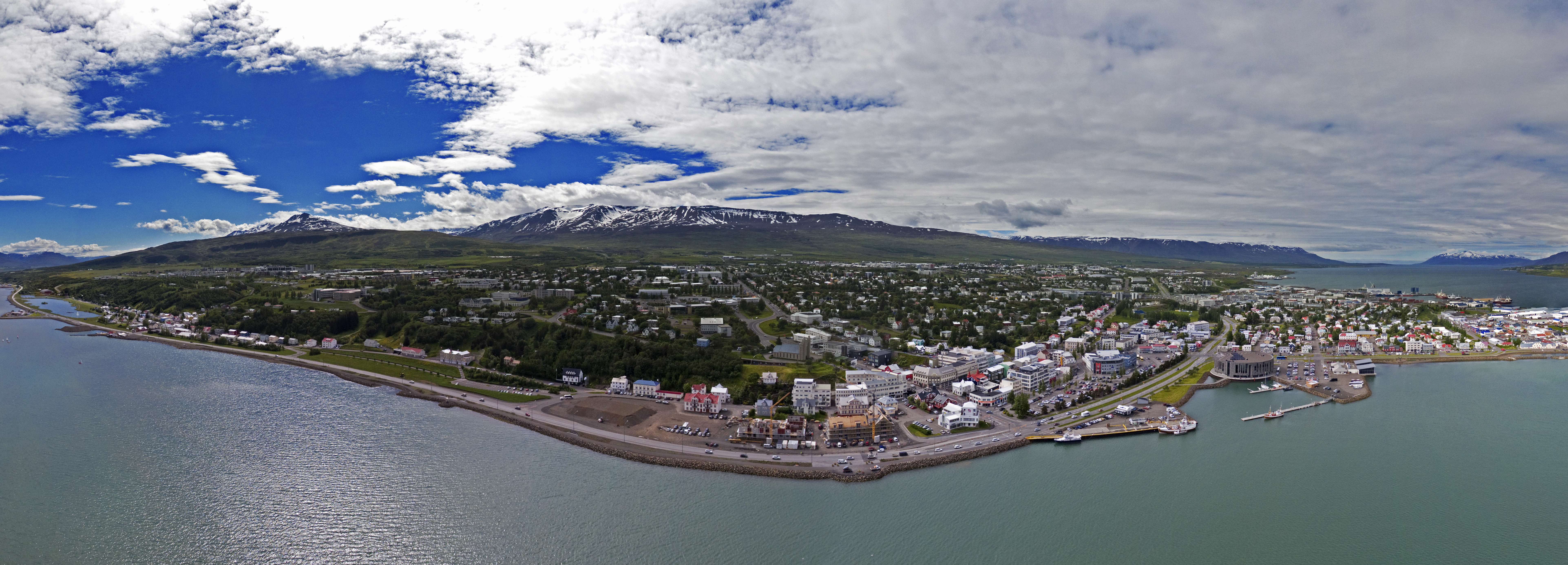
Vista aérea de Akureyri.

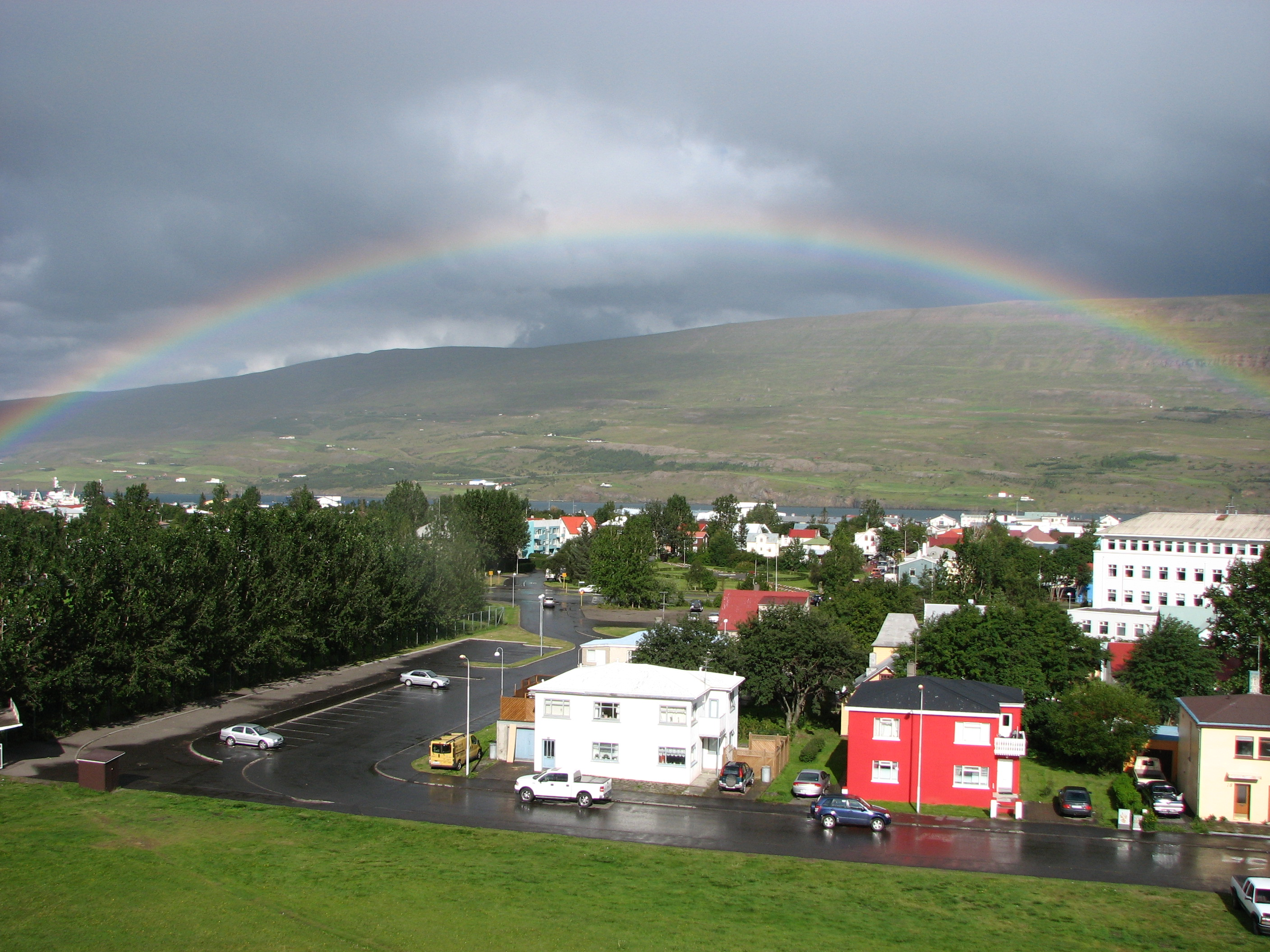
Arcoíris en Akureyri.

El brazo de mar entre Oddeyri y el final del fiordo se conoce como Pollurinn ("la piscina") y es conocida por viento en calma y un buen puerto natural. Akureyri hoy se centra en Ráðhústorg (Plaza del Ayuntamiento), cerca de la esquina noroeste de Pollurinn. Los distritos de Akureyri son: Innbær, la parte más antigua de la ciudad en la franja de tierra entre la colina y Pollurinn al sur de la zona central; Brekkan, en la cima de la colina; Oddeyri en la península del mismo nombre; y Glerárhverfi en la orilla norte de la Glera (también conocido coloquialmente como Þorpið, 'el pueblo').

## Economía

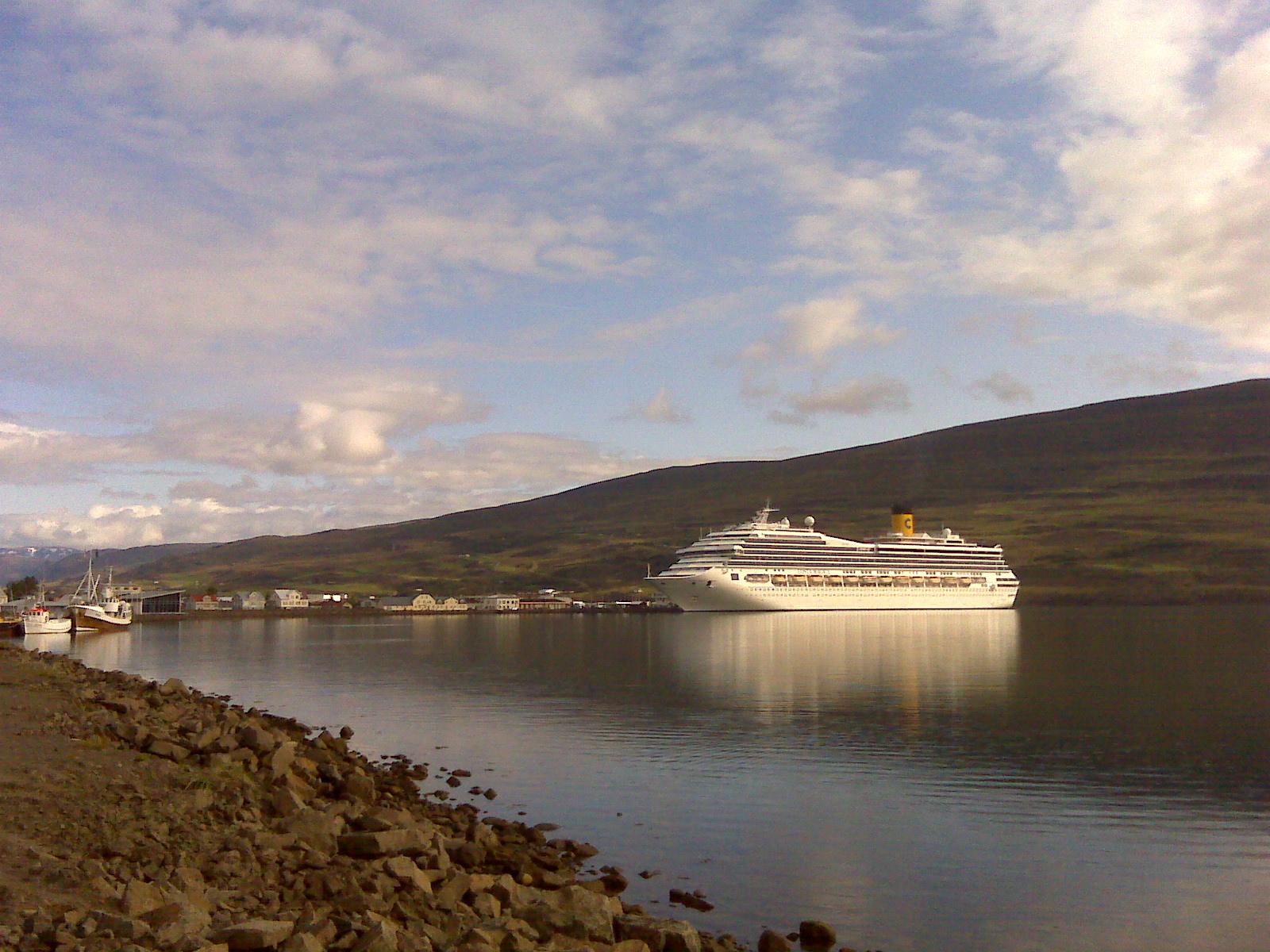
Barco de cruceros en el puerto.

La industria pesquera ha sido históricamente un gran e importante parte de la economía local. En los últimos años, también han comenzado otros servicios industriales y comerciales. La educación superior es también un sector en crecimiento en la economía local. El veinte por ciento de la fuerza de trabajo trabaja en la industria de servicios. 
Dos de las cinco compañías pesqueras más grandes de Islandia tienen su sede en Akureyri. El puerto libre de hielo es un factor que contribuye. Otras grandes empresas en Akureyri incluyen Samherji, Norðurmjólk, Brim hf, y Vífilfell, la cervecería más grande de Islandia. Sjúkrahús Akureyrar (FSA Hospital / Akureyri) es una importante fuente de empleo en la zona y es uno de los dos hospitales principales de Islandia. 
Las corporaciones pagan un tipo impositivo del 18% para el gobierno nacional, que es uno de los más bajos del mundo. No existen impuestos a las empresas locales adicionales. Impuesto sobre Bienes Inmuebles, en el 1,99%, representa la mayor parte de la base imponible. 
Un déficit de las administraciones locales de ISK mil millones (US $ 9 millones) fue anticipado en 2009 que provocó un recorte en los sueldos del alcalde, concejales, y el comité miembros en un 10% y los aumentos en los impuestos locales y los impuestos de propiedad.

## Transporte

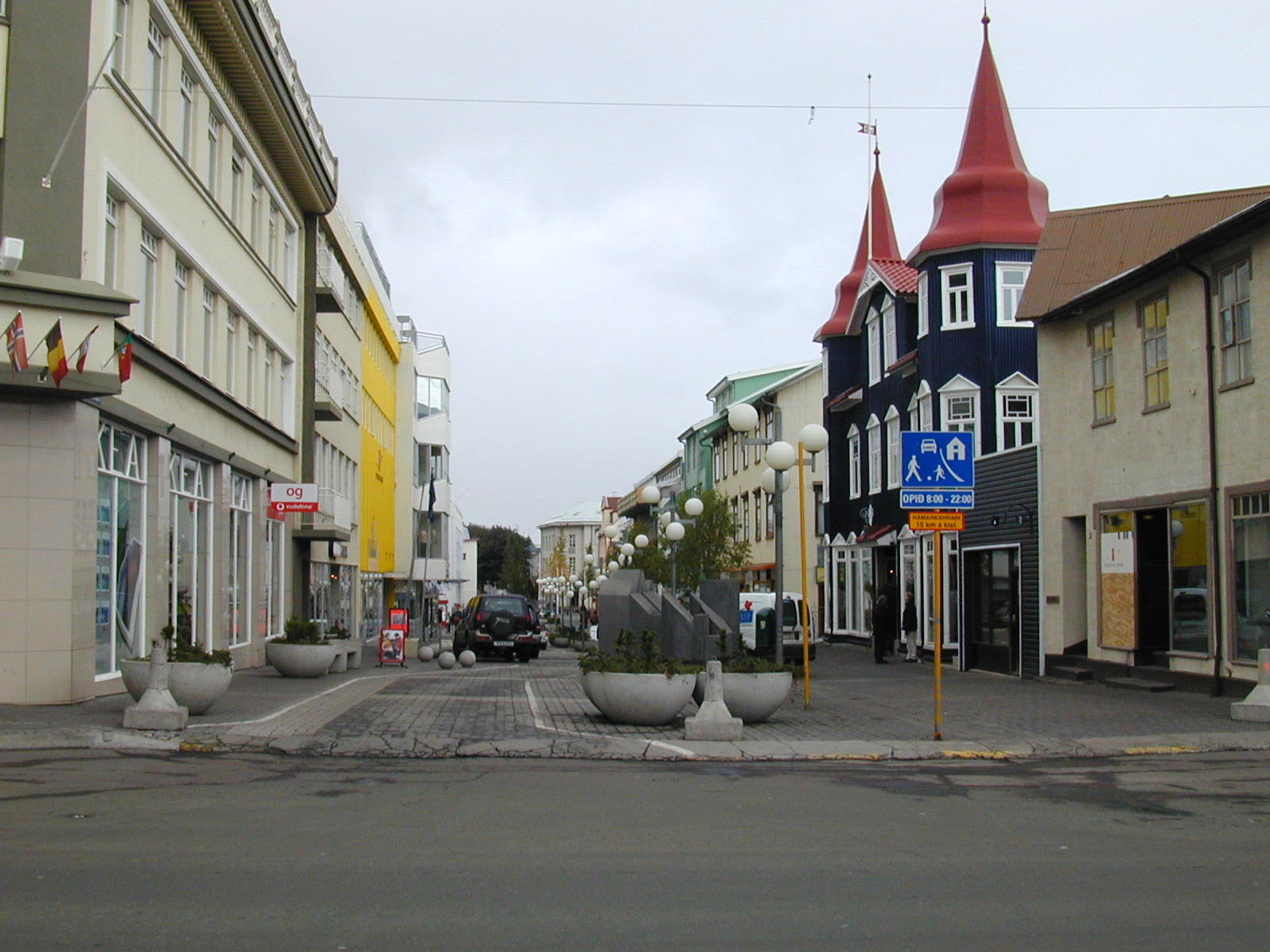
Centro de la ciudad.

En el aeropuerto de Akureyri se encuentra la sede de la aerolínea Mýflug Air. En temporada, también recibe vuelos de Air Iceland.

## Deporte
- IA Akranes juega en la Úrvalsdeild Karla de Islandia y la Copa de Islandia, su estadio es el Akranesvöllur.

## Institutos y universidades
- Menntaskólinn á Akureyri
- Verkmenntaskólinn á Akureyri
- Háskólinn á Akureyri

## Clima

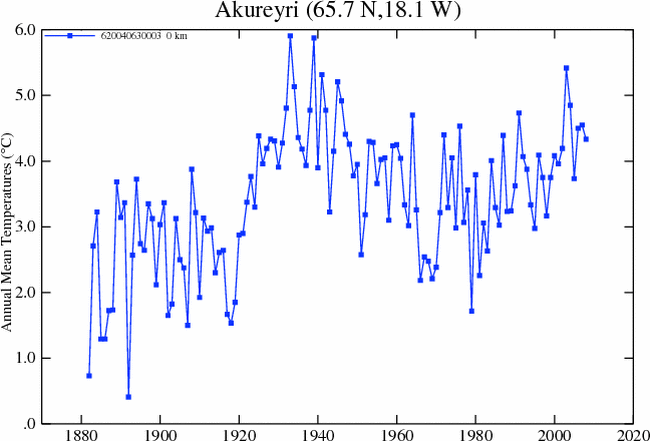
Temperaturas promedio del aire en casilla meteo, 1882 a 2015 (NASA).

Esta localidad, y en general Islandia, escapan al calentamiento regional típico de Eurasia, producto de la contaminación atmosférica. Al no estar su estación meteo cerca de islas de calor urbanas, no posee la típica deriva producto de la urbanización.
Sin embargo, a causa de la elevada latitud, la cercanía al polo y el estar en la costa opuesta a la influencia cálida de la corriente del Golfo, la ciudad posee un clima oceánico subpolar (Koppen: CFC), caracterizada por inviernos muy fríos y veranos frescos. La temperatura media anual en Akureyri es de 1.6 °C. La capa de nieve comienza a formarse a mitad de octubre y se deshace a finales de abril; sin embargo, la nieve en los picos de las montañas alrededor de Akureyri puede permanecer durante todo el año. Akureyri es una ciudad muy nublada, con un promedio de sólo 1.027 horas de sol al año, sin apenas sol entre noviembre y febrero, pero la precipitación es mucho menor que en el sur de Islandia debido a que los vientos dominantes son del sur - es tan sólo la quinta parte como en Vik I Myrdal.
| Parámetros climáticos promedio de Akureyri, Islandia (1981-2010) | Parámetros climáticos promedio de Akureyri, Islandia (1981-2010) | Parámetros climáticos promedio de Akureyri, Islandia (1981-2010) | Parámetros climáticos promedio de Akureyri, Islandia (1981-2010) | Parámetros climáticos promedio de Akureyri, Islandia (1981-2010) | Parámetros climáticos promedio de Akureyri, Islandia (1981-2010) | Parámetros climáticos promedio de Akureyri, Islandia (1981-2010) | Parámetros climáticos promedio de Akureyri, Islandia (1981-2010) | Parámetros climáticos promedio de Akureyri, Islandia (1981-2010) | Parámetros climáticos promedio de Akureyri, Islandia (1981-2010) | Parámetros climáticos promedio de Akureyri, Islandia (1981-2010) | Parámetros climáticos promedio de Akureyri, Islandia (1981-2010) | Parámetros climáticos promedio de Akureyri, Islandia (1981-2010) | Parámetros climáticos promedio de Akureyri, Islandia (1981-2010) |
| Mes                                                              | Ene.                                                             | Feb.                                                             | Mar.                                                             | Abr.                                                             | May.                                                             | Jun.                                                             | Jul.                                                             | Ago.                                                             | Sep.                                                             | Oct.                                                             | Nov.                                                             | Dic.                                                             | Anual                                                            |
| ---------------------------------------------------------------- | ---------------------------------------------------------------- | ---------------------------------------------------------------- | ---------------------------------------------------------------- | ---------------------------------------------------------------- | ---------------------------------------------------------------- | ---------------------------------------------------------------- | ---------------------------------------------------------------- | ---------------------------------------------------------------- | ---------------------------------------------------------------- | ---------------------------------------------------------------- | ---------------------------------------------------------------- | ---------------------------------------------------------------- | ---------------------------------------------------------------- |
| Temp. máx. abs. (°C)                                             | 17.5                                                             | 14.5                                                             | 15.2                                                             | 21.5                                                             | 24.6                                                             | 29.4                                                             | 31.3                                                             | 27.7                                                             | 23.6                                                             | 20.9                                                             | 22.3                                                             | 15.1                                                             | 31.3                                                             |
| Temp. máx. media (°C)                                            | 1.9                                                              | 2.1                                                              | 2.8                                                              | 5.7                                                              | 10.0                                                             | 13.5                                                             | 15.0                                                             | 14.6                                                             | 11.0                                                             | 6.0                                                              | 3.3                                                              | 2.4                                                              | 7.4                                                              |
| Temp. media (°C)                                                 | -1.2                                                             | -1.3                                                             | -0.6                                                             | 2.0                                                              | 5.9                                                              | 9.4                                                              | 11.1                                                             | 10.7                                                             | 7.3                                                              | 2.0                                                              | 0.3                                                              | -0.8                                                             | 3.7                                                              |
| Temp. mín. media (°C)                                            | -4.3                                                             | -4.2                                                             | -3.3                                                             | -0.9                                                             | 2.9                                                              | 6.4                                                              | 8.4                                                              | 7.8                                                              | 4.7                                                              | 0.6                                                              | -2.5                                                             | -3.9                                                             | 1                                                                |
| Temp. mín. abs. (°C)                                             | -21.6                                                            | -21.2                                                            | -23.0                                                            | -18.2                                                            | -10.4                                                            | -2.1                                                             | 1.3                                                              | -2.2                                                             | -8.4                                                             | -13.6                                                            | -18.5                                                            | -20.6                                                            | -23.0                                                            |
| Precipitación total (mm)                                         | 55.2                                                             | 42.5                                                             | 43.3                                                             | 29.2                                                             | 19.3                                                             | 28.2                                                             | 33.0                                                             | 34.1                                                             | 39.1                                                             | 58.0                                                             | 54.2                                                             | 52.8                                                             | 488.9                                                            |
| Días de precipitaciones (≥ 1.0mm)                                | 11.1                                                             | 8.3                                                              | 9.8                                                              | 6.2                                                              | 4.8                                                              | 6.4                                                              | 7.3                                                              | 7.1                                                              | 7.9                                                              | 11.0                                                             | 10.9                                                             | 11.3                                                             | 102.1                                                            |
| Horas de sol                                                     | 4.2                                                              | 36.4                                                             | 77.5                                                             | 129.0                                                            | 173.6                                                            | 177.0                                                            | 158.1                                                            | 136.4                                                            | 84.0                                                             | 52.7                                                             | 12.0                                                             | 1.1                                                              | 1042                                                             |
| Fuente n.º 1: Hong Kong Observatory                              |                                                                  |                                                                  |                                                                  |                                                                  |                                                                  |                                                                  |                                                                  |                                                                  |                                                                  |                                                                  |                                                                  |                                                                  |                                                                  |
| Fuente n.º 2: Icelandic Meteorological Office (IMO)              |                                                                  |                                                                  |                                                                  |                                                                  |                                                                  |                                                                  |                                                                  |                                                                  |                                                                  |                                                                  |                                                                  |                                                                  |                                                                  |

## Galería

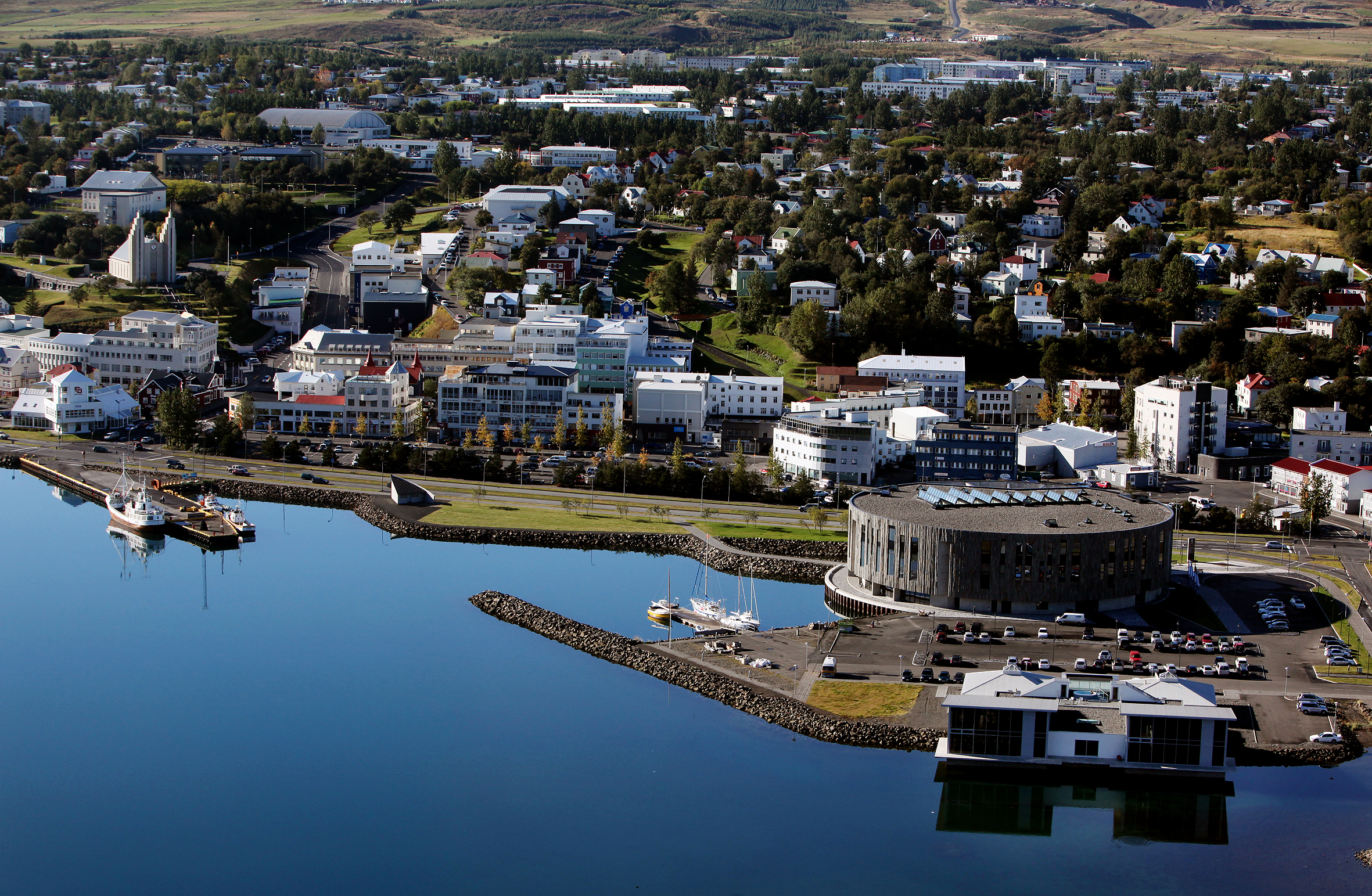
Downtown Akureyri
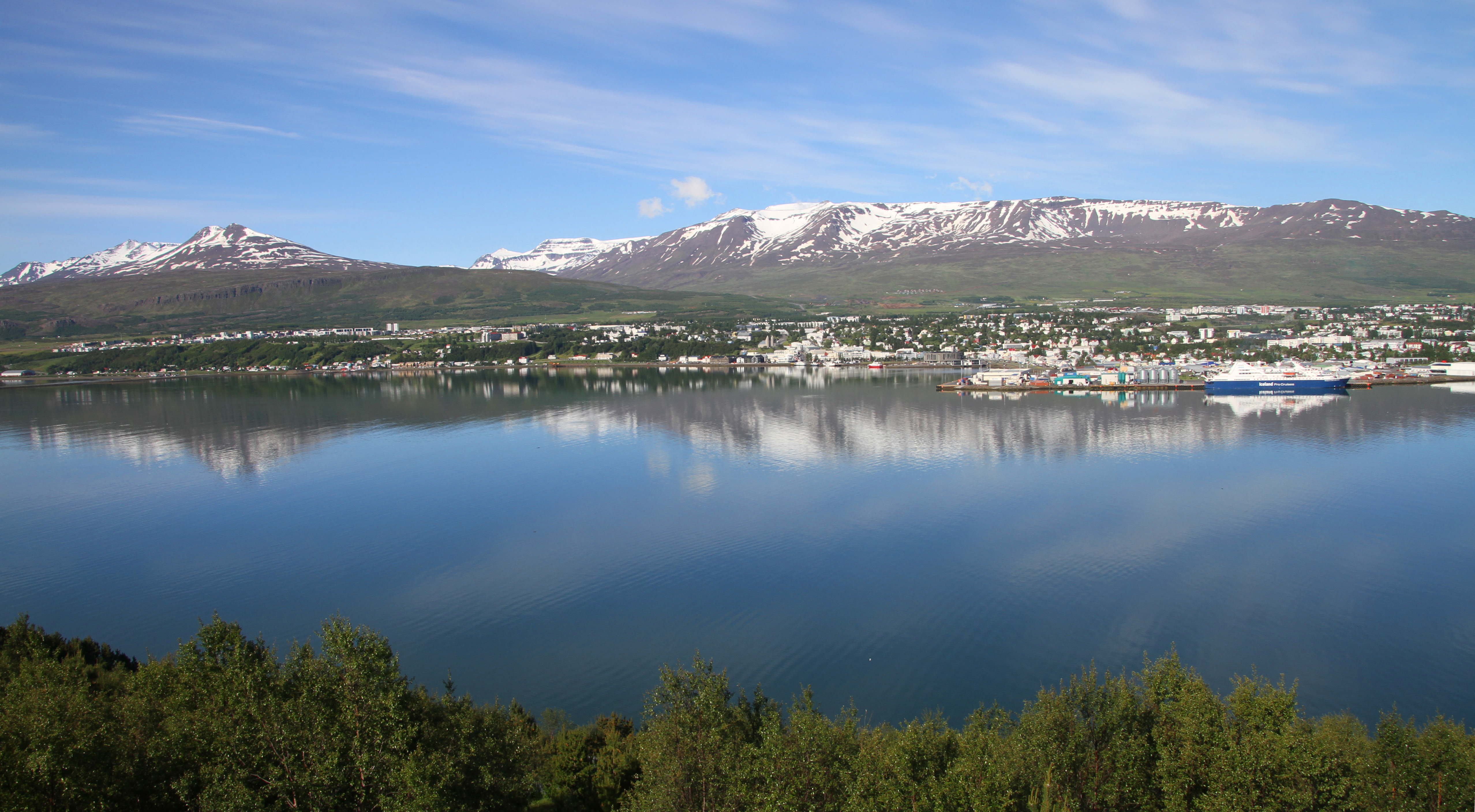
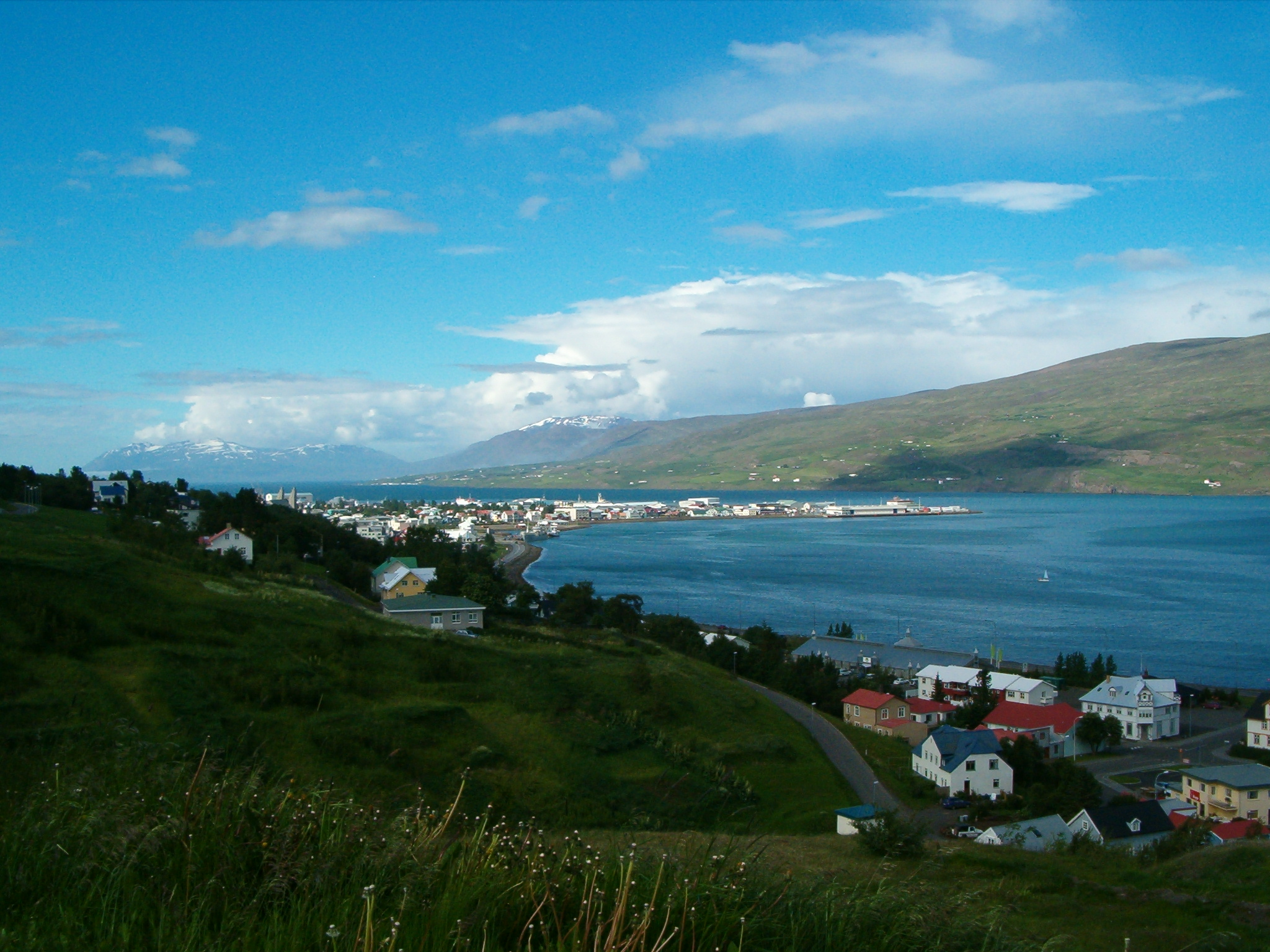
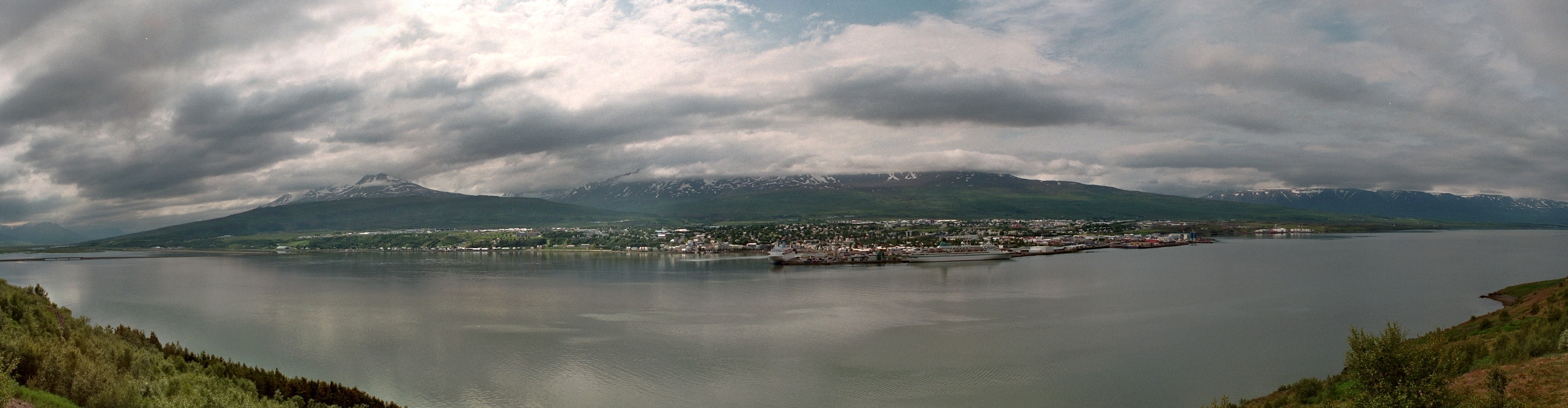
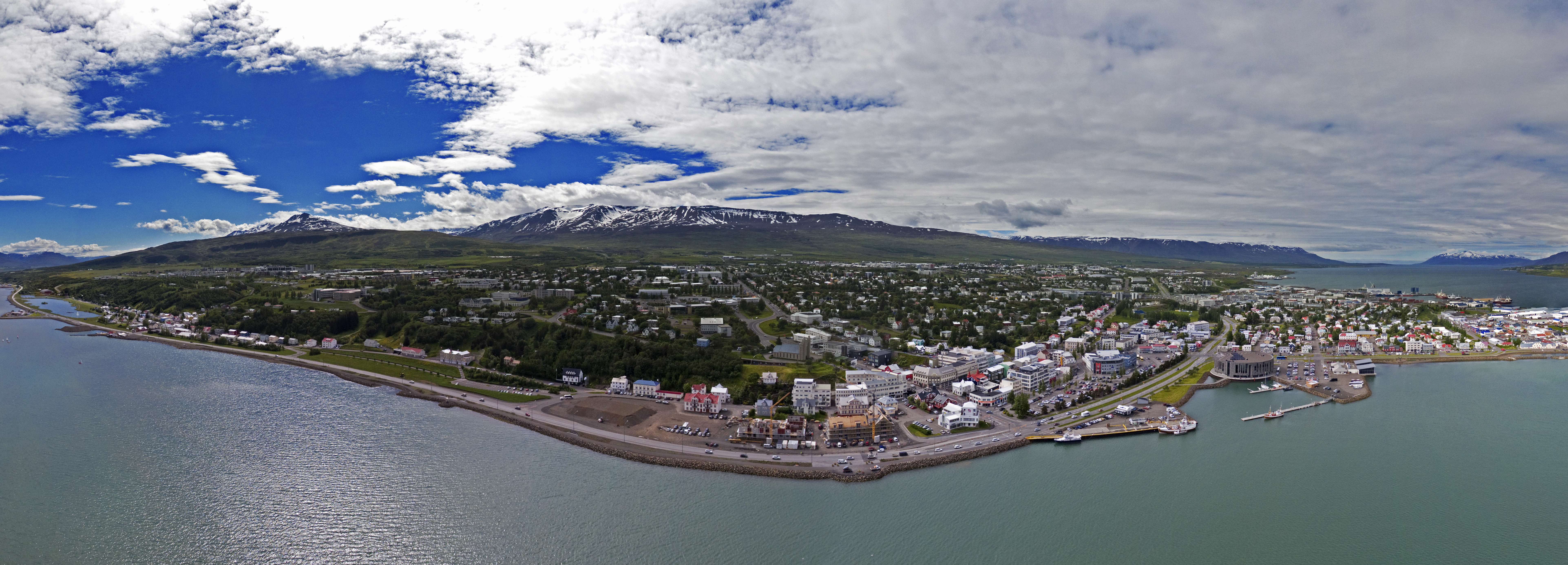
Panorama de Akureyri

## Ciudades hermanadas
- Ålesund - Noruega
- Randers - Dinamarca
- Västerås - Suecia
- Nuuk - Groenlandia
- Tórshavn - Islas Feroe
- Lahti - Finlandia
- Múrmansk - Rusia